# Dele la Wuelta al Disco
dele la wuelta al disco es el segundo álbum de estudio del grupo colombiano de rock mestizo Doctor Krápula. Fue publicado en el año 2003.
Contiene varias canciones conocidas del grupo, como «La verdadera lunicha», «1143 tomates contigo» y «Tauricida».

## Lista de canciones
| N.º   | Título                                               | Duración |  |
| 1.    | «La verdadera lucha»                                 | 2:25     |  |
| 2.    | «Que tristeza ni que 8/4»                            | 2:40     |  |
| 3.    | «1143 Tomates contigo»                               | 3:53     |  |
| 4.    | «Sinfonía para sustos y terrores»                    | 0:13     |  |
| 5.    | «Por culpa del miedo»                                | 2:57     |  |
| 6.    | «Me bebí tu recuerdo»                                | 3:04     |  |
| 7.    | «El hombre gris»                                     | 3:31     |  |
| 8.    | «Sonata para chascarrillos y una que otra estolidez» | 0:40     |  |
| 9.    | «La verdad del payaso»                               | 2:27     |  |
| 10.   | «Silbame un aguardiente»                             | 0:15     |  |
| 11.   | «Llego berraco»                                      | 1:54     |  |
| 12.   | «Tauricida»                                          | 3:49     |  |
| 13.   | «El mango»                                           | 3:55     |  |
| 31:42 |                                                      |          |  |